# 小城発着所

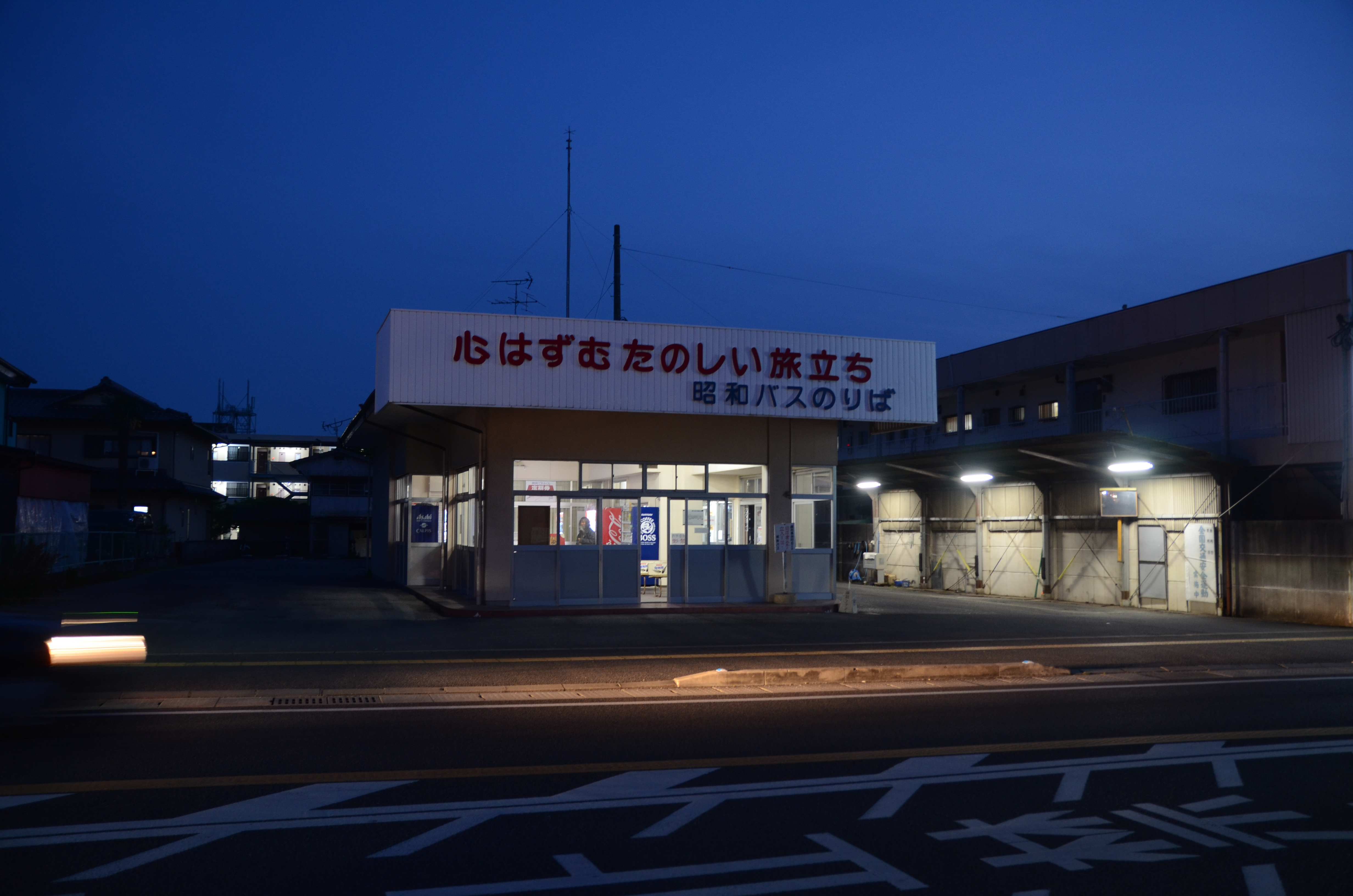
夜間の小城発着所。右手にタクシー乗り場がある

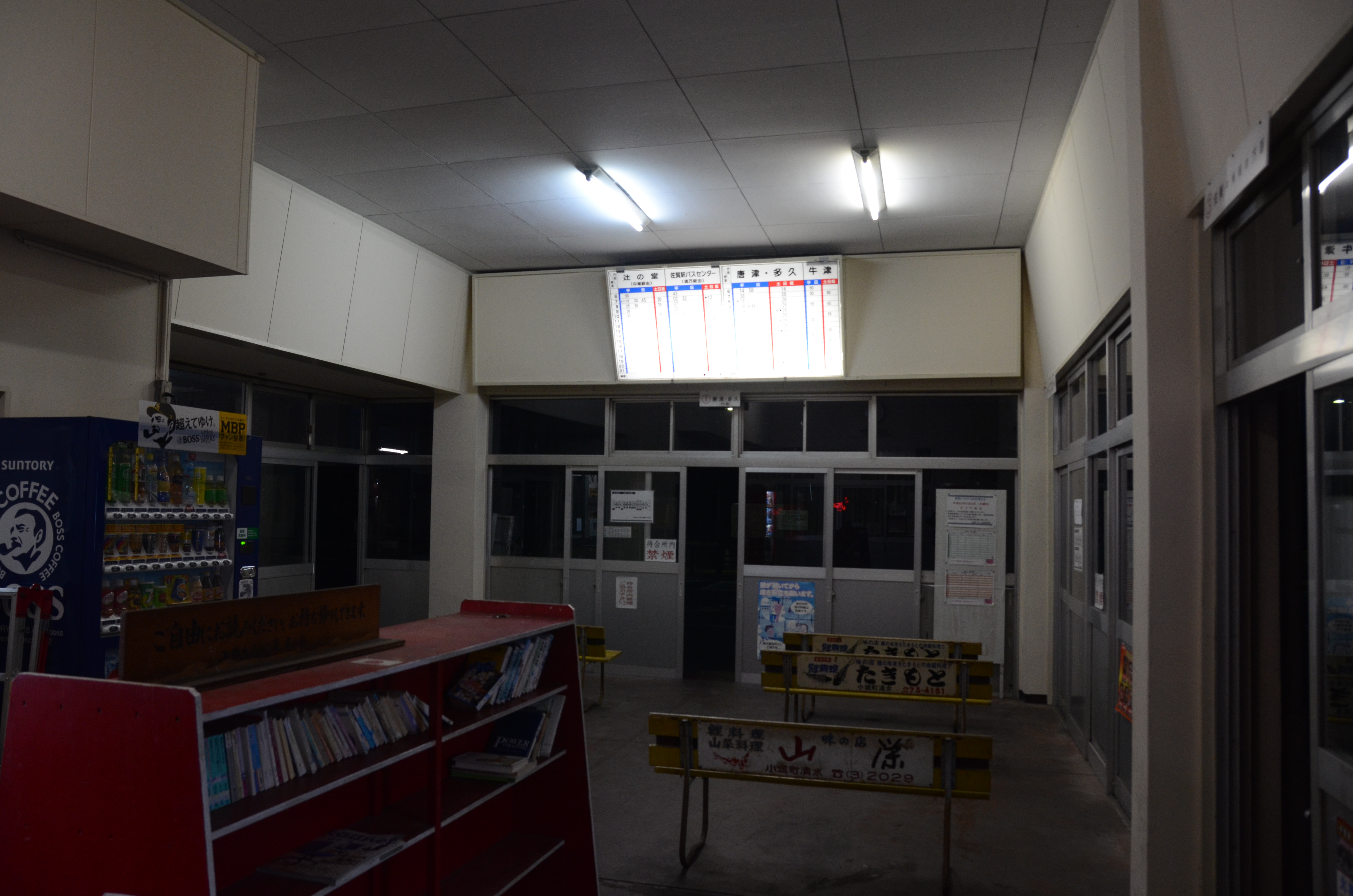
小城発着所の待合室内部

小城発着所（おぎはっちゃくじょ）は、佐賀県小城市小城町北小路にある昭和自動車のバスターミナルである。小城バスセンター（おぎバスセンター）の呼称も用いられる。

## 概要
昭和自動車（昭和バス）のほか、昭和自動車が撤退した路線の廃止代替バスを運行する小城タクシー、小城市が運営するコミュニティバス、予約制乗り合いタクシーが乗り入れている。昭和自動車は「小城発着所」（車内放送での呼称は小城）それ以外は「小城バスセンター」の呼称を用いている。国道203号線沿い、旧小城町役場の跡地に立つ小城市まちなか市民交流プラザ「ゆめぷらっと小城」の対面にある平屋の建物で2つのホームと待合室があるほか、タクシー乗り場が併設されている。かつては定期券・回数券の購入が可能な案内窓口や自動券売機が設置されていたがすべて撤去・閉鎖されている。
佐賀市と唐津市を結ぶ路線のほか、旧大和町にあるイオンショッピングタウン大和を経由する別ルートで佐賀市に向かう路線がある。佐賀市には国道34号線バイパスを経由するルートもあったが2020年4月に廃止になった。福岡県福岡市と佐賀県伊万里市を結ぶ高速バスいまり号については、九州自動車道・長崎自動車道経由であったころの初期、未だ長崎自動車道の佐賀大和以西が開通していなかったころの極一時期、小城発着所に停車していた。

## 路線
昭和自動車
- 唐津 - 佐賀線
- 佐賀 - 多久線
- 中極線

廃止代替バス
- 小城牛津線（小城タクシーによる運行）

コミュニティバス
- 広域バス（左回り、右回り）
- 小城町バス（岩松線、晴田線、三里線）
- 三日月町バス

予約制乗り合いタクシー
- 小城やまびこタクシー（小城タクシーによる運行）

## 周辺
- ゆめぷらっと小城
- 西九州大学小城キャンパス
- 佐賀県立小城高等学校
- 佐賀共栄銀行小城支店
- マクドナルド小城店（昭和バスと同じく昭和グループの企業である昭和フードが運営する）